# Ascochyta subalpina
Ascochyta subalpina är en svampart som beskrevs av R. Sprague & Aar.G. Johnson 1950. Ascochyta subalpina ingår i släktet Ascochyta, ordningen Pleosporales, klassen Dothideomycetes, divisionen sporsäcksvampar och riket svampar.  Utöver nominatformen finns också underarten penniseti.